# Джонс, Оуэн (архитектор)
Оуэн Джонс (англ. Owen Jones, 15 февраля 1809, Лондон — 19 апреля 1874, Лондон) — английский архитектор-декоратор, писатель, теоретик искусства и художник декоративно-прикладного искусства.

## Ранние годы и учёба
Родился в Лондоне в семье антиквара из Уэльса Оуэна Джонса Старшего (1741—1814), активного деятеля обществ валлийской культуры. В семье говорили на валлийском языке. Джонс младший учился архитектуре в Школе Королевской Академии (Royal Academy Schools), входившей в состав Королевской Академии искусств.

## Деятельность
Джонс участвовал в организации и планировании экспозиции Первой всемирной выставки в Лондоне 1851 года. Его дружба с сэром Генри Коуэлом, организатором выставки и первым директором Южно-Кенсингтонского музея (с 1899 года Музей Виктории и Альберта) привела его к работе по созданию этого выдающегося музея. На основе собственных материалов в 1856 году Оуэн Джонс опубликовал книгу «Грамматика орнамента» (The Grammar of Ornament). Джонс искал основы современного стиля в декоративно-прикладном искусстве, минуя как неоклассицизм, так и эклектику поверхностных стилизаций художников «готического возрождения» (Gothic Revival). Он был убеждён, что на основе исламского орнамента, в котором главенствует геометрия и математика, можно создать и подлинно современный стиль в архитектуре и декоративном искусстве. В то же время в современный стиль должны войти «все лучшие элементы исторических стилей». В этом отношении Оуэн Джонс предвосхитил идеи Уильяма Морриса.
В связи с работой над книгой об орнаментах Альгамбры Джонс занялся совершенствованием технологии хромолитографии (цветной печати), которую он применял и для других изданий книг с собственными иллюстрациями. Он также разрабатывал новые технические и художественные приёмы изготовления книжных переплётов из тиснёной кожи и других материалов, пригодных как для дорогих, так и для массовых изданий. Для этого он изучал средневековую технику книжного дела.
Во время проведения «Великой выставки» 1851 года Оуэн Джонс отвечал не только за изготовление декоративных элементов знаменитого «Хрустального дворца», построенного Джозефом Пакстоном из железа и стекла, но и за внутреннее оформление выставочных помещений в содружестве с архитектором М. Д. Уайеттом. Основываясь на своих исследованиях полихромии в архитектуре Древнего Египта, Греции и мусульманской Альгамбры, Джонс применил трёхцветную окраску металлических конструкций внутреннего пространства дворца: красным, жёлтым и синим. Столь непривычное решение вызвало отторжение у консервативной публики викторианской эпохи и резкую критику в газетах и журналах того времени.

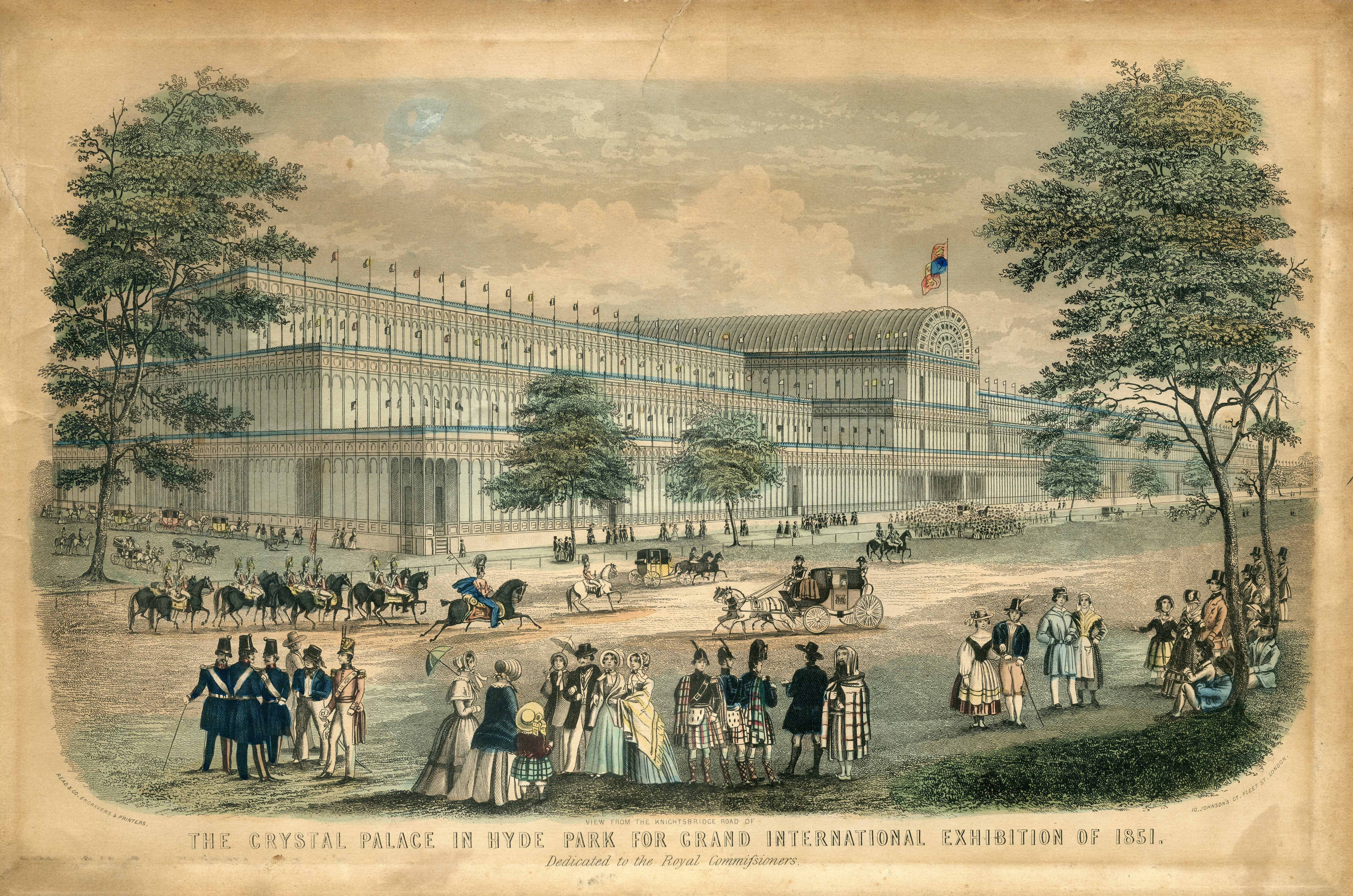
«Хрустальный дворец» в Лондоне во время Всемирной выставки 1851 года

По завершении выставки «Хрустальный дворец» был разобран и перенесён на новое место, в Сайднем (юго-восточный район Лондона). Там Оуэн Джонс отвечал за организацию новой экспозиции по плану британского архитектора и историка искусства Дигби Уайетта, предусмотревшего серию «Художественных дворов» (Fine Arts Courts), которые проведут посетителей через грандиозное повествование по истории мирового искусства (1854). Джонс и на этот раз сумел устроить воссоздание своего любимого памятника во «Дворе Альгамбры». Он также разработал египетский, греческий и римский дворы. Первые тридцать лет Хрустальный дворец в Сайднеме принимал около 2 миллионов посетителей в год. Хрустальный дворец был разрушен пожаром в 1936 году и более не восстанавливался.
Генри Коул организовал для Оуэна Джонса цикл лекций в Обществе искусств и Государственной школе ремёсел в доме Мальборо в Лондоне по «теории декорирования, орнамента и полихромии». Джонс также работал по систематизации коллекций изделий художественных ремёсел, приобретённых после закрытия Всемирной выставки для Музея орнаментального искусства. Позднее они вошли в собрание Южно-Кенсингтонского музея.
Коул и Джонс были обеспокоены тем, что изучение коллекций нового музея будет побуждать учащихся школы ремёсел к простому копированию экспонатов, а не пониманию принципов формообразования в декоративном искусстве. Именно поэтому Джонс спешил с публикацией своей книги «Грамматика орнамента». В статьях и лекциях Оуэн Джонс излагал «тридцать семь общих принципов в расположении формы и цвета в архитектуре и декоративном искусстве». Они составили предисловие к 20 главам «Грамматики орнамента».
В основных главах книги Джонс привёл примеры орнаментов в арабском (египетском), мавританском (на примере Альгамбры), турецком и персидском искусстве. В последней главе, озаглавленной «Листья и цветы в природе», Джонс пытался сформулировать «принципы, которые регулируют расположение форм в природе» (симметрия, ритм, принцип подобия). Далее он писал, что истинное искусство состоит в «идеализации этих принципов, а не в копировании природы». Кристофер Дрессер, последователь Оуэна Джонса, развивал сходные идеи в «ботанических лекциях» в Государственной школе проектирования в середине 1850-х годов.
На материале изученных им орнаментов Альгамбры Оуэн Джонс создавал оригинальные рисунки для компаний, производящих мозаики и декоративные материалы для оформления интерьеров, в частности для керамической фабрики Томаса Минтона. Он также разрабатывал рисунки для набивных тканей и бумажных обоев, ковров и производства мебели, в частности для фирм Warner, Sillett & Ramm, Бринтона и Джеймса Темплтона & Co., Jackson & Graham.
Оуэн Джонс работал в качестве архитектора, проектировал Концертный зал, выставочные и торговые сооружения в Лондоне, однако его постройки не сохранились. Проекты оформления интерьеров в духе историзма отличались богатством декорации в «византийском» и «исламском» стилях, использованием необычных для того времени материалов: чугунного литья, тонированного гипса, разноцветных тканей, позолоты, цветного стекла. Его проекты сохранились в собрании Музея Виктории и Альберта.
В начале 1860-х годов Джонсу было поручено спроектировать интерьеры «Индийского», «Китайского», «Японского» дворов (выставочных залов) и «Альгамбры» — помещения, в котором экспонировались бы материалы исламского искусства Южно-Кенсингтонского музея. Эти проекты были частично осуществлены, но позднее залы были переоборудованы согласно иным, более современным экспозиционным принципам. Джонс также проектировал два «мавританских» павильона в саду Кенсингтонского дворца, разрабатывал проекты оформления интерьеров частных особняков, но все они были позднее перестроены.

## Иллюстрации из книги «Грамматика орнамента». 1856

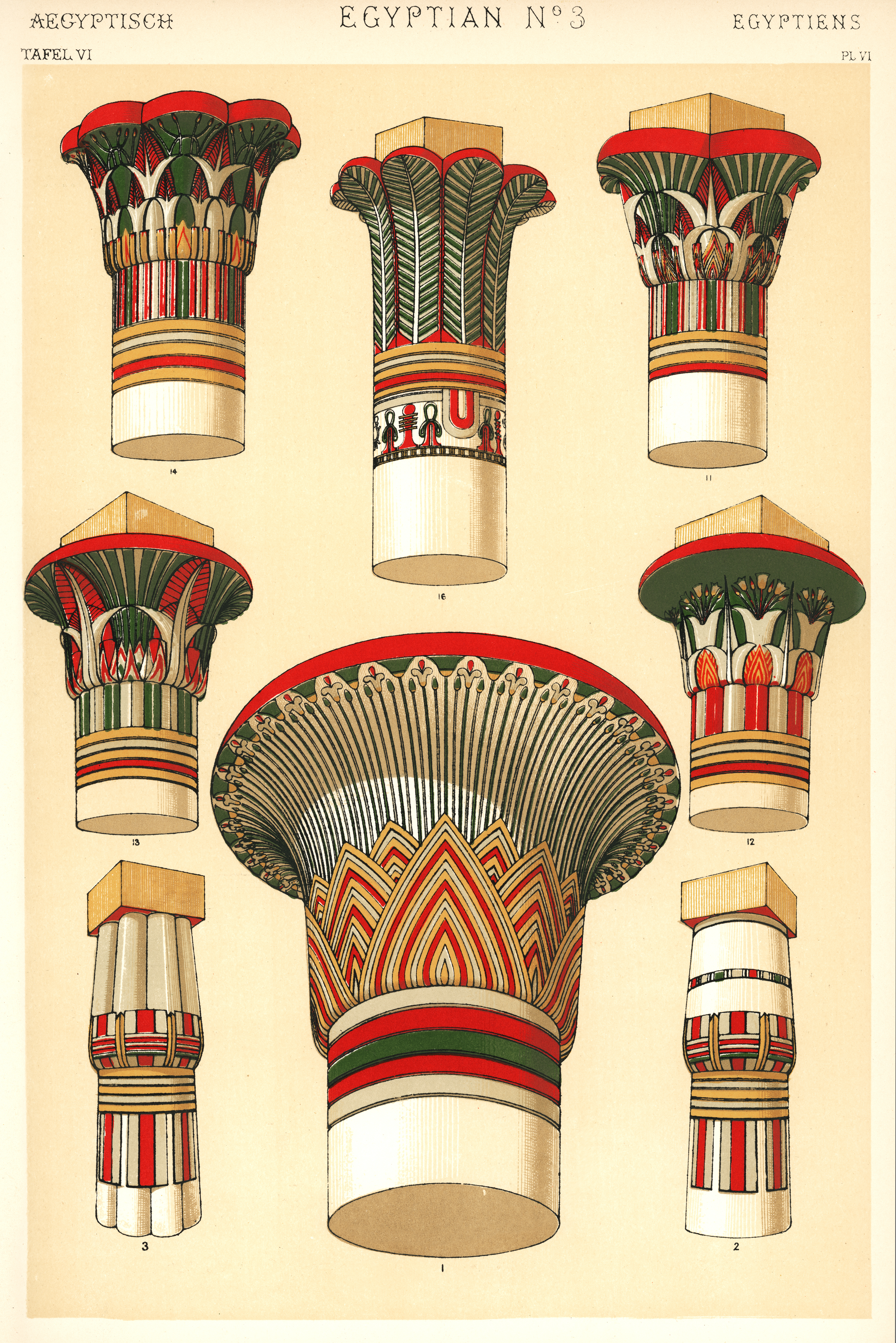
Египетский стиль
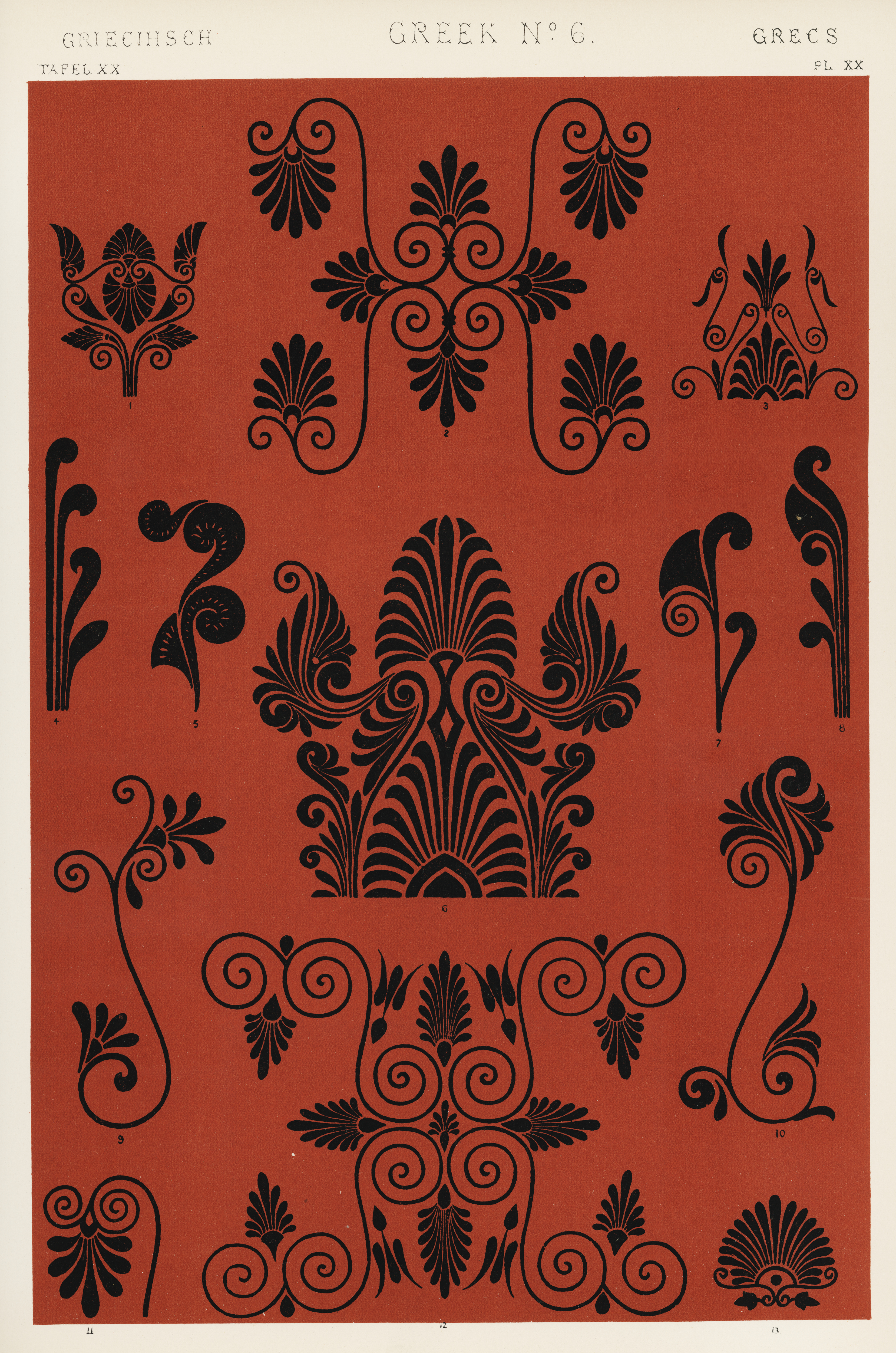
Греческий стиль
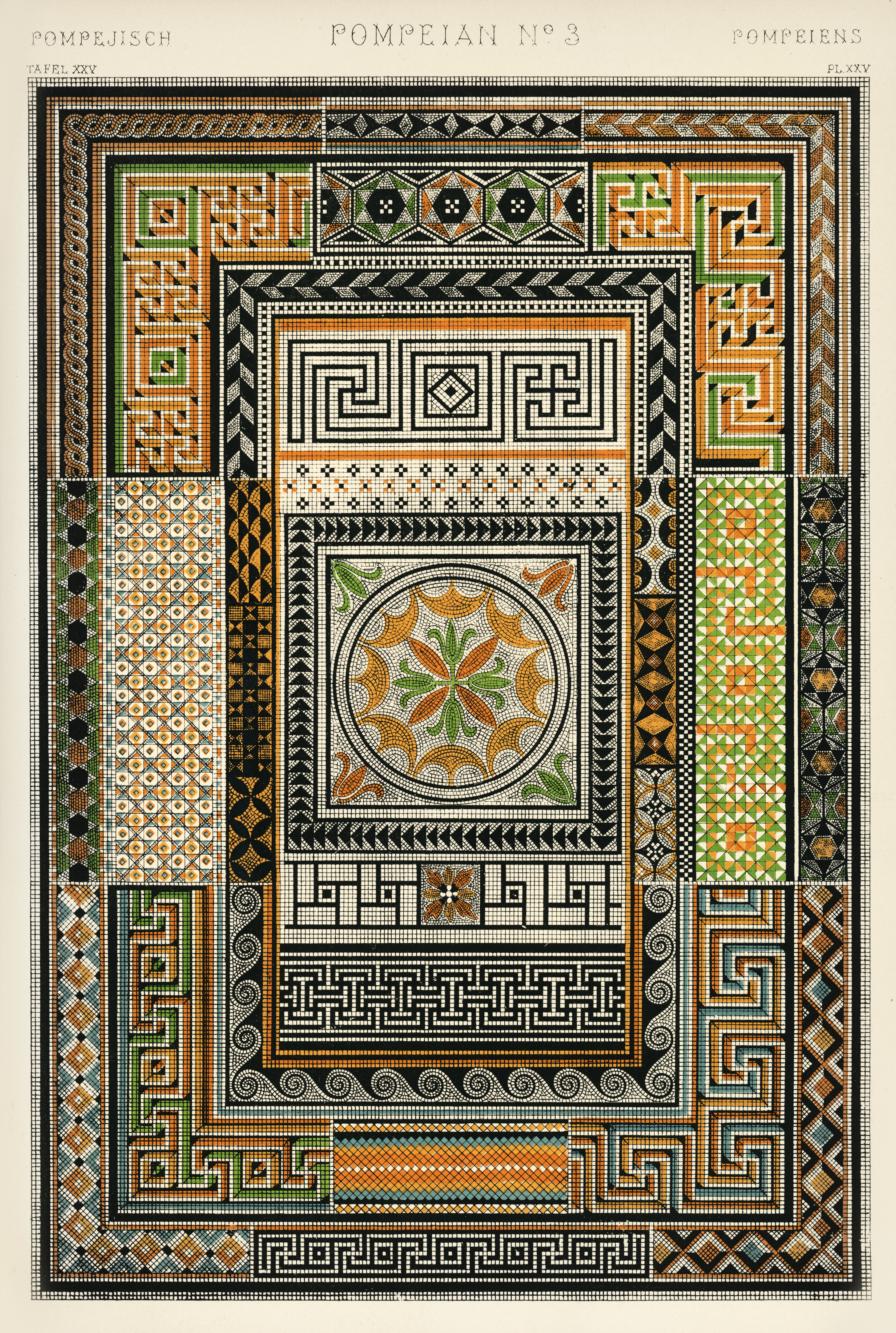
Помпейский стиль
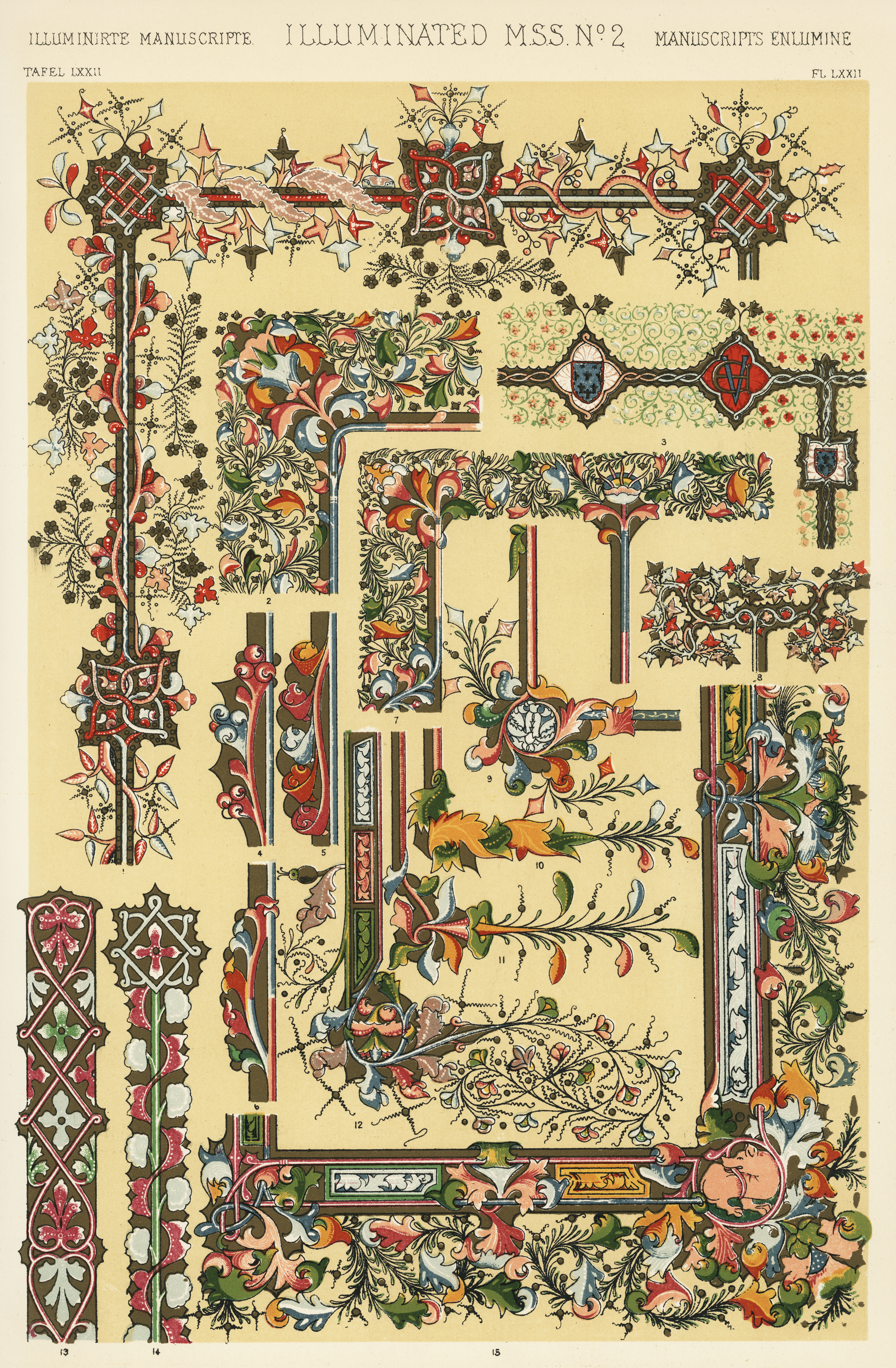
Стиль иллюминированных манускриптов
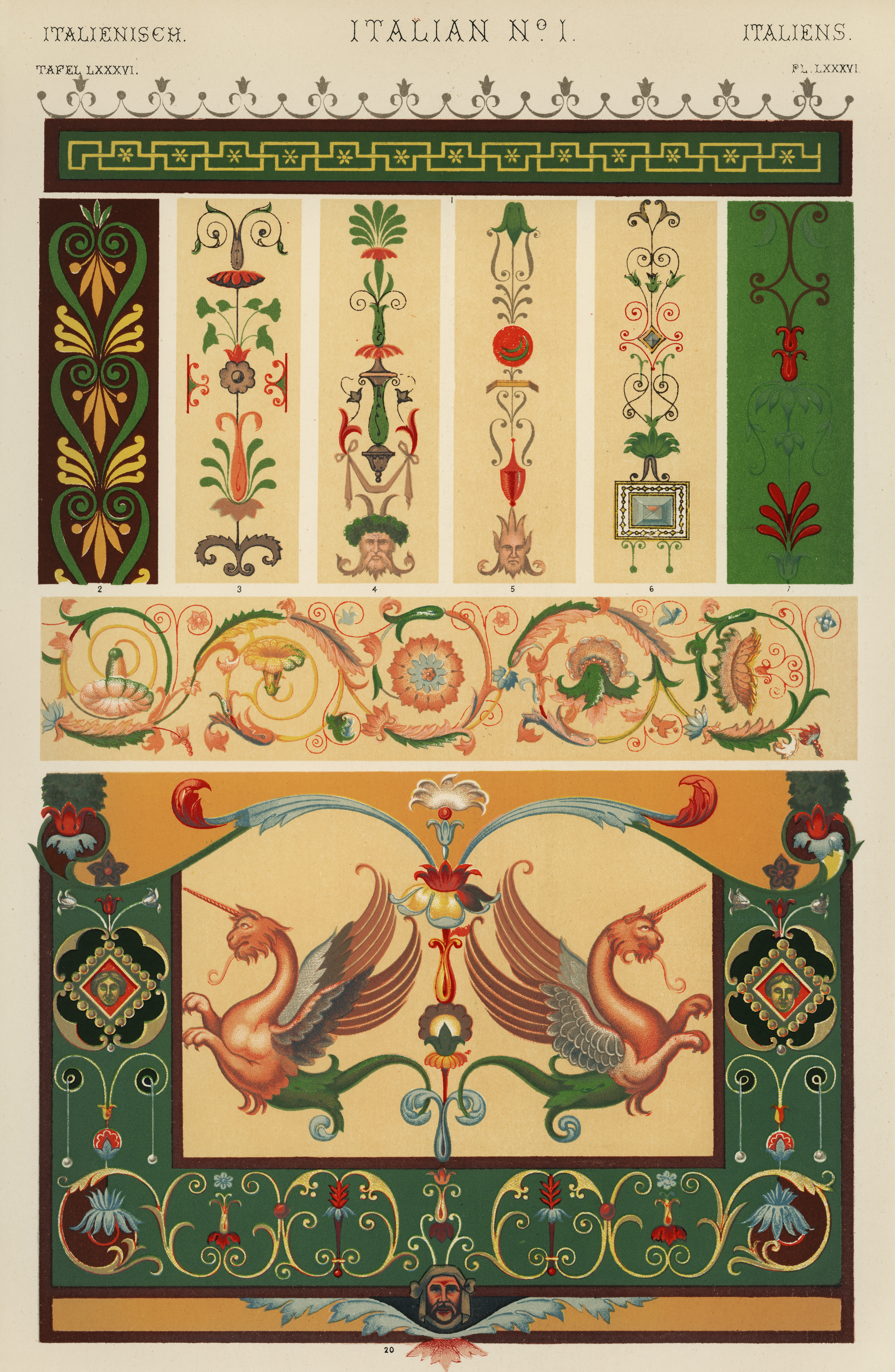
Итальянский стиль
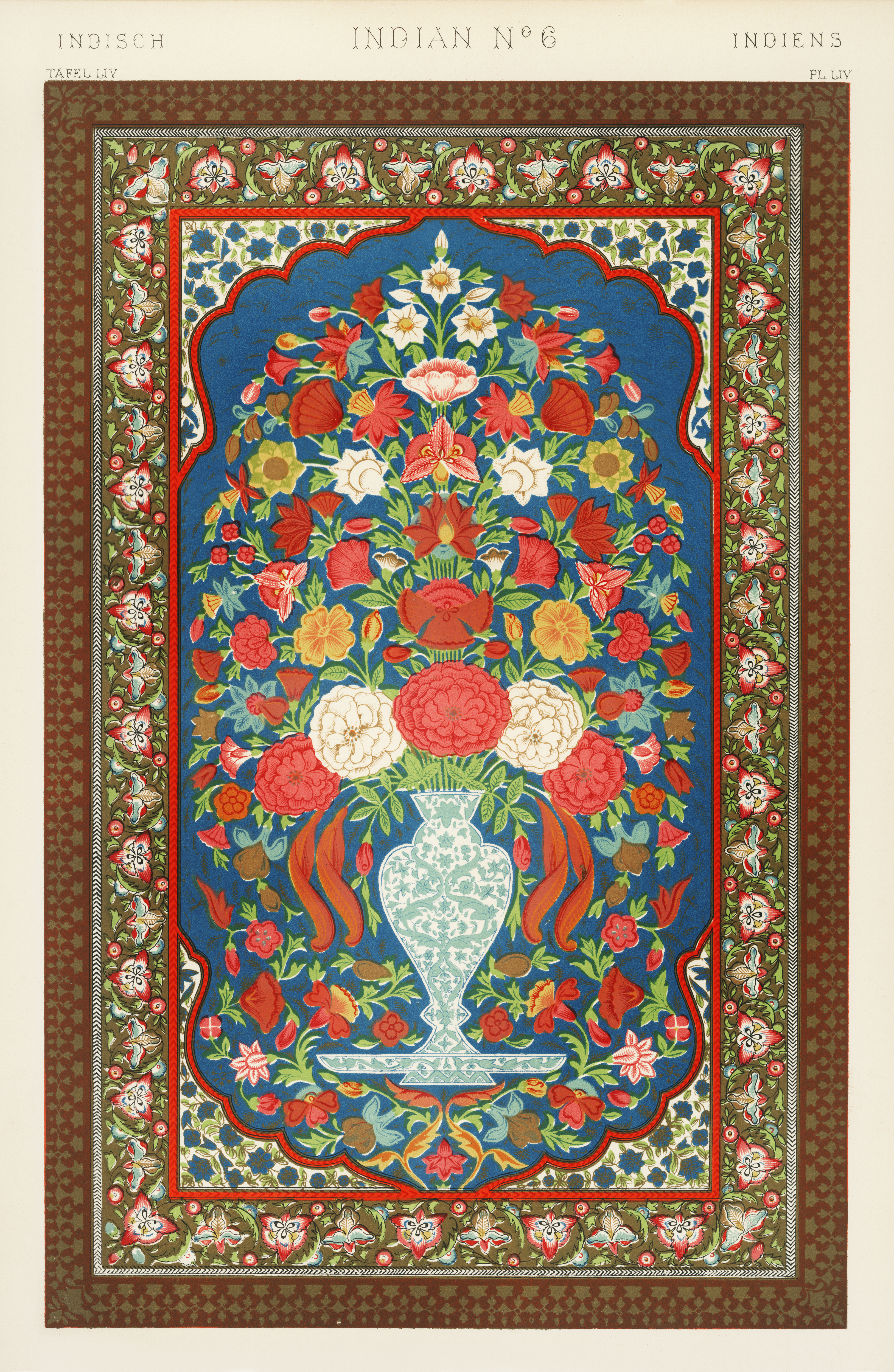
Индийский стиль
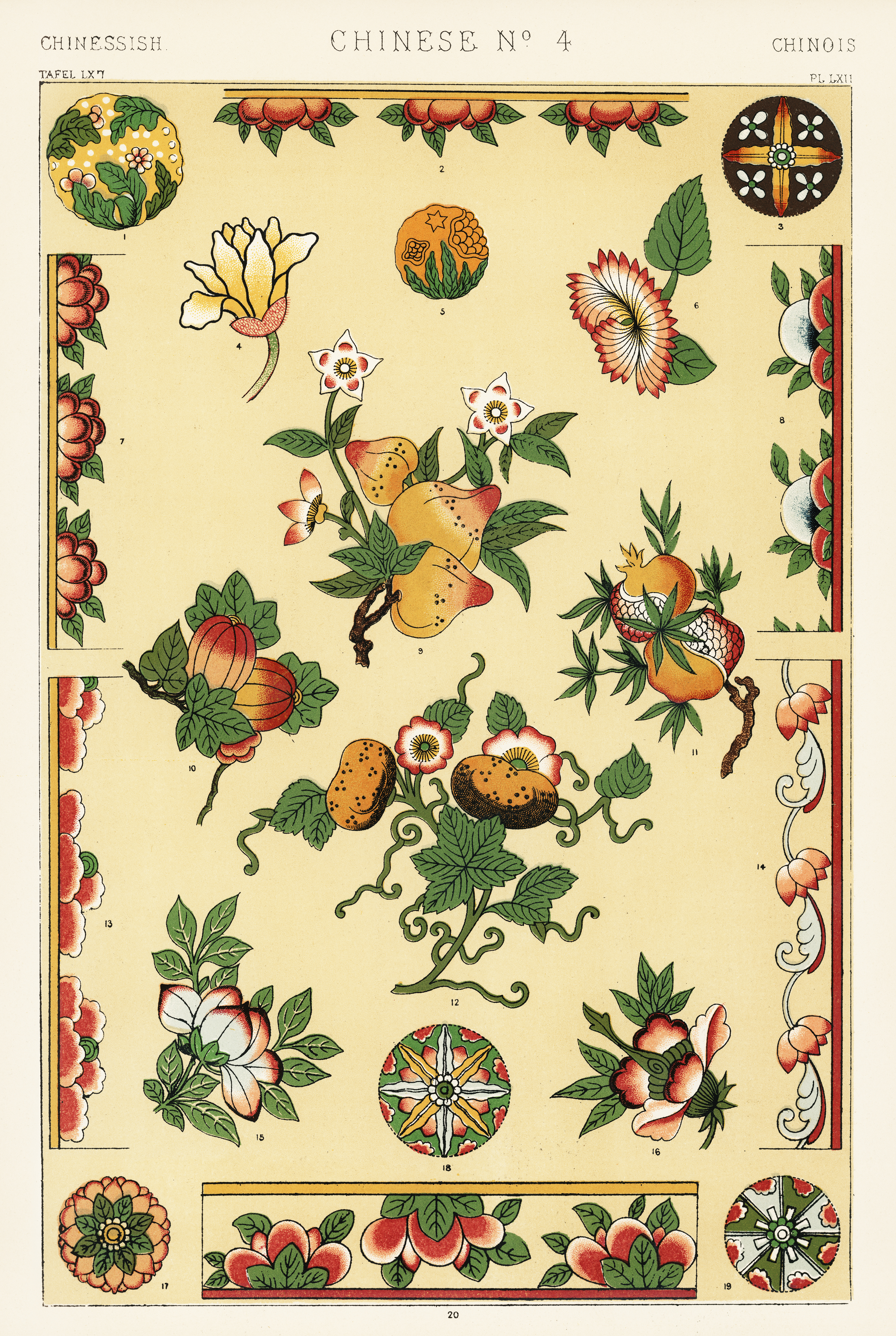
Китайский стиль
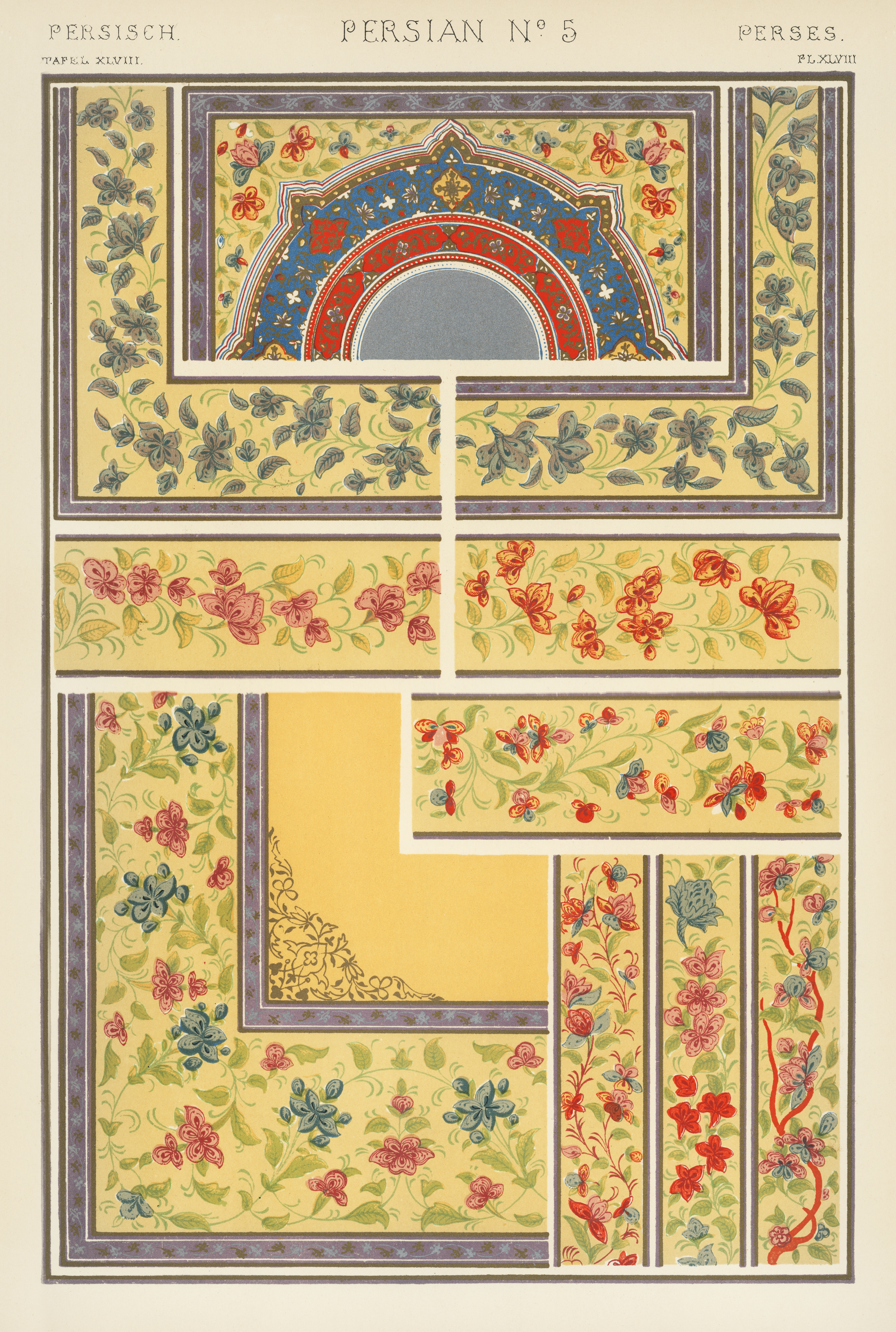
Персидский стиль
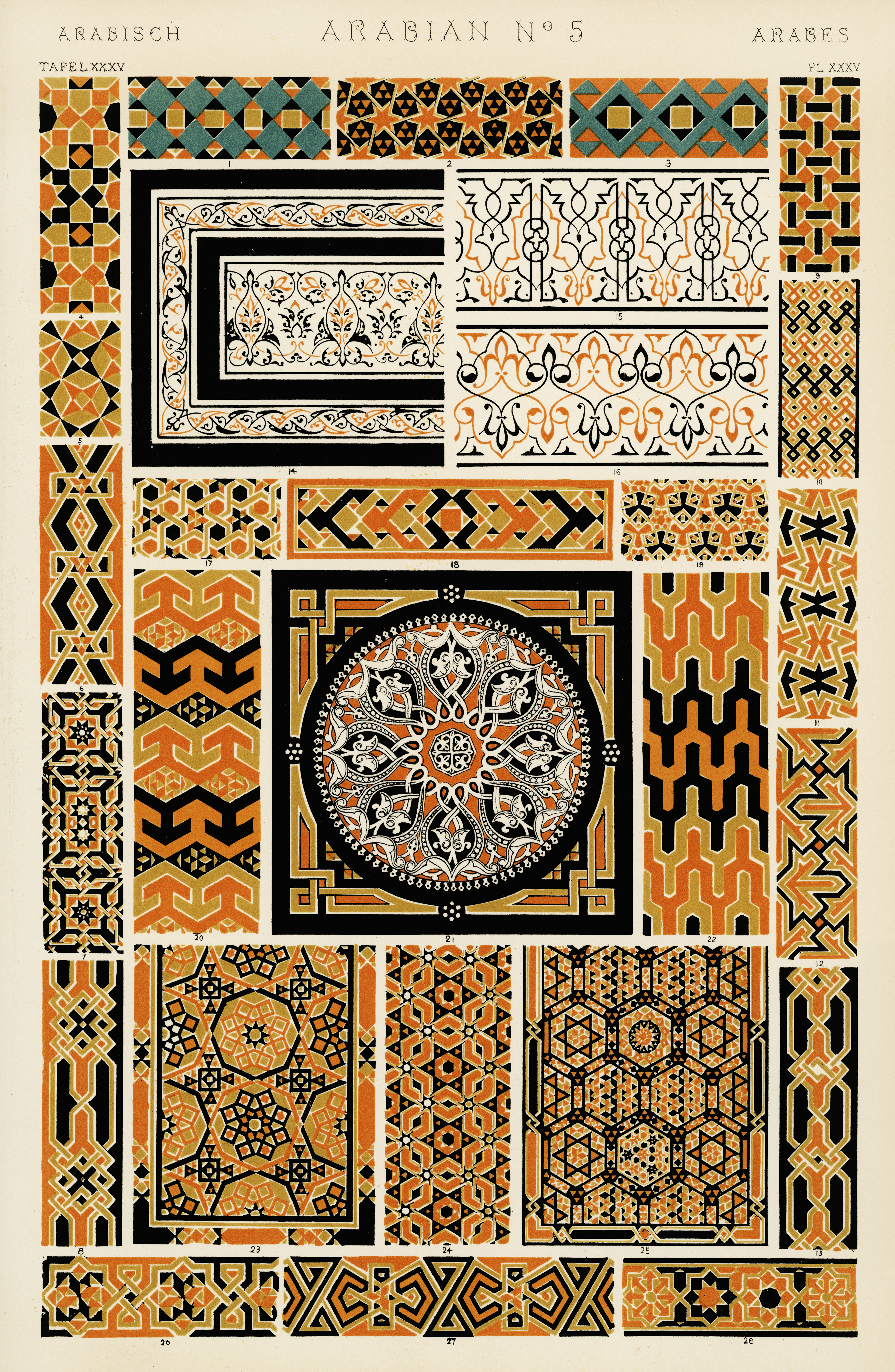
Арабский орнамент
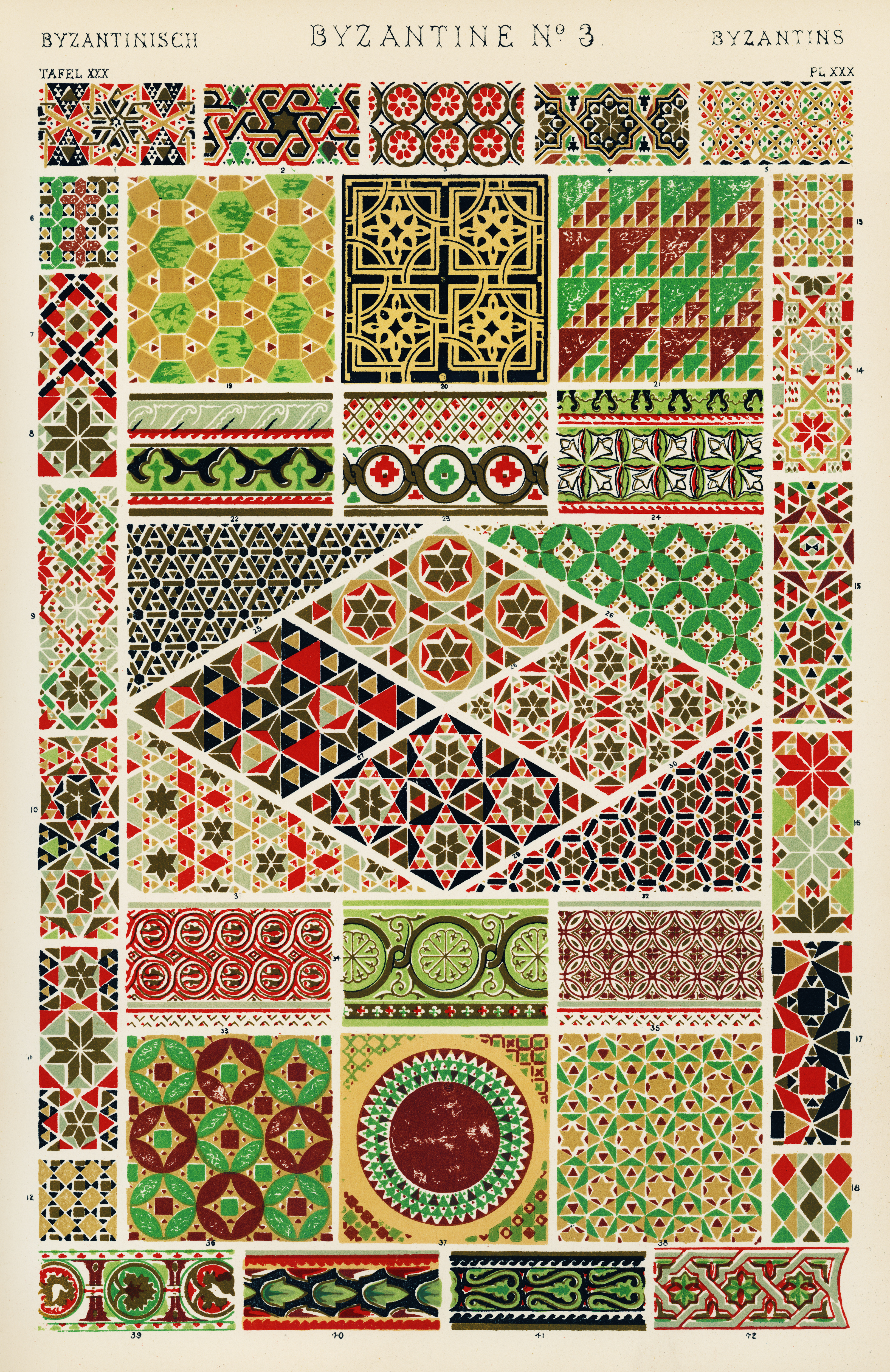
Византийский орнамент
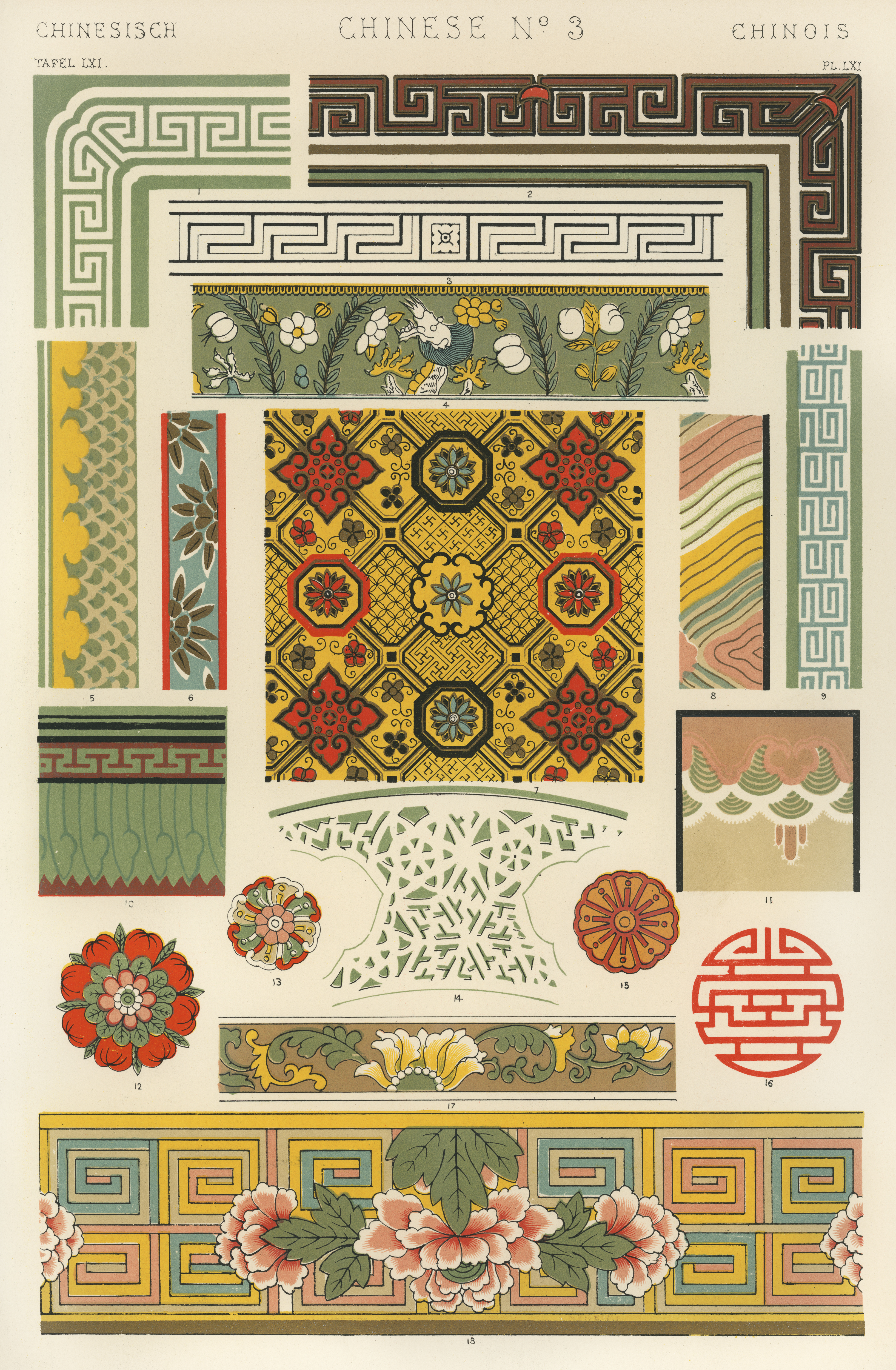
Китайский орнамент
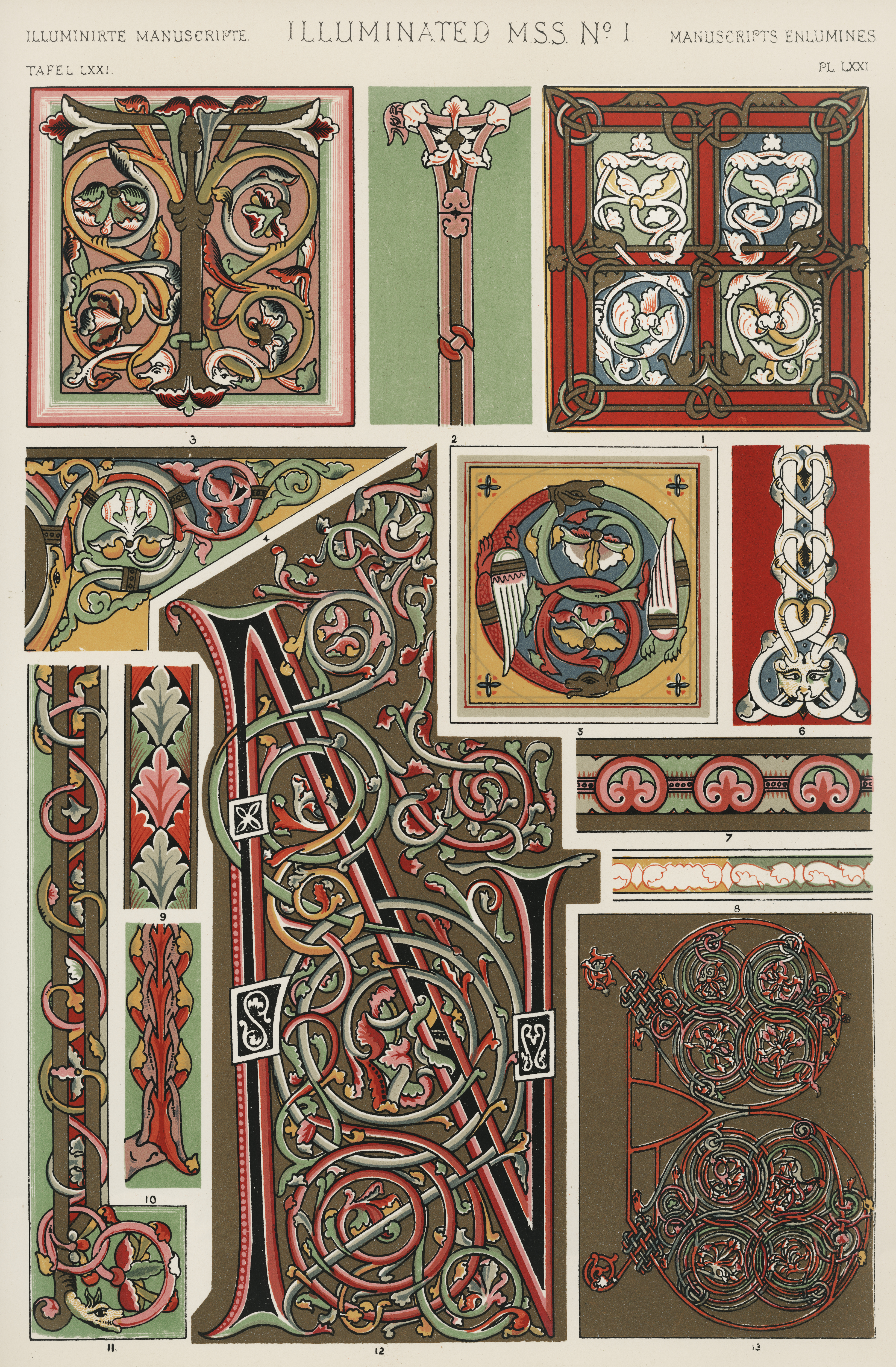
Средневековый орнамент
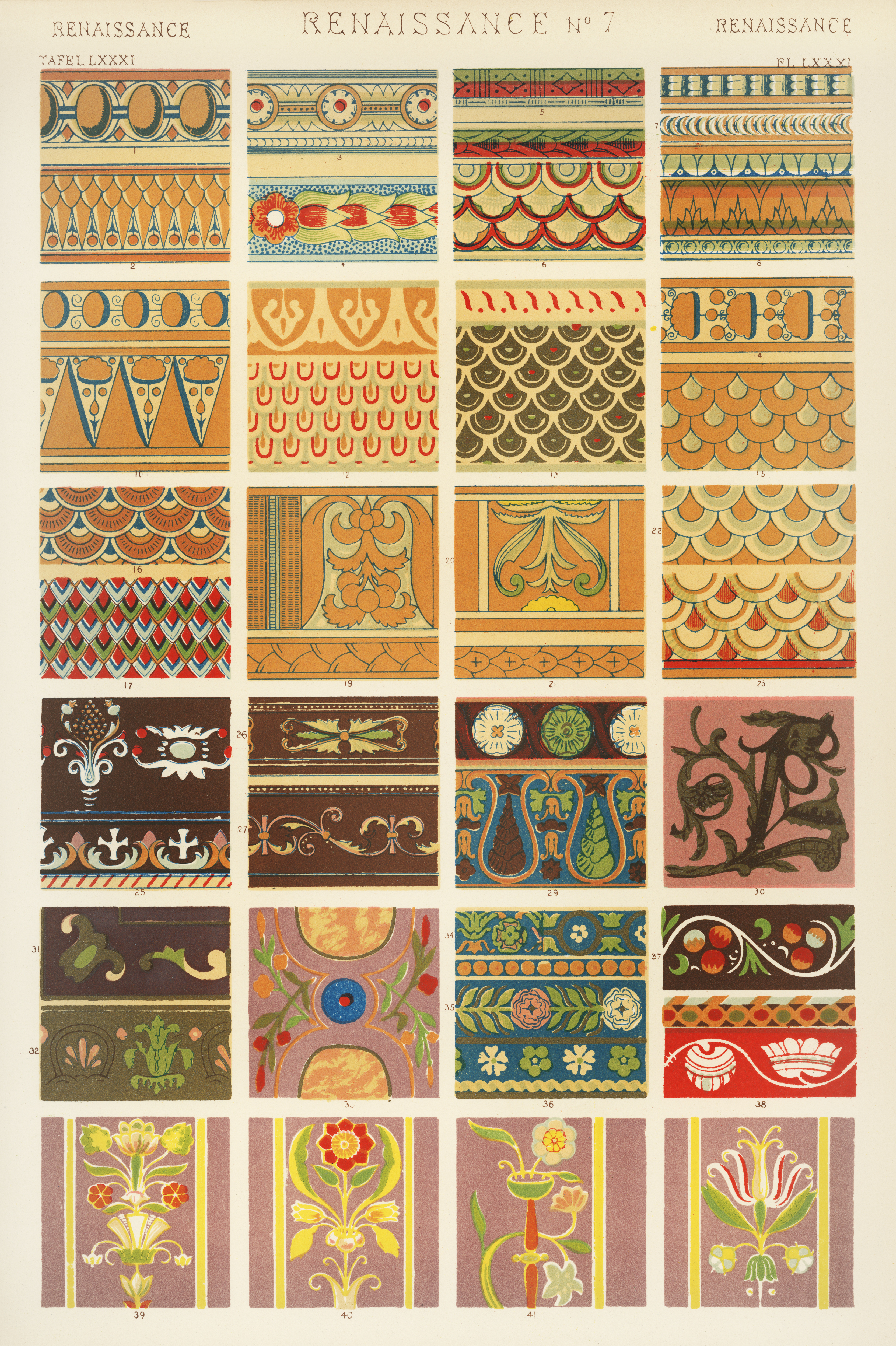
Ренессансный орнамент